# Erlon Silva
Erlon de Souza Silva (Ubatã, 23 de junho de 1991) é um canoísta brasileiro, medalhista olímpico no C-2 1 000 m. 

## Carreira
Integrou a delegação nacional que disputou os Jogos Pan-Americanos de 2011, em Guadalajara, no México, onde conquistou uma medalha de prata, ao lado de Ronilson de Oliveira no C-2 1 000 m. Nos Jogos Pan-Americanos de 2015 conquistou novamente a medalha de prata na categoria C-2 1 000 m. Nos Jogos Olímpicos de Verão de 2016 conquistou  a medalha de prata na categoria C-2 1 000 m ao lado de Isaquias Queiroz